# 第70回全国高等学校ラグビーフットボール大会
第70回全国高等学校ラグビーフットボール大会（だい70かいぜんこくこうとうがっこうラグビーフットボールたいかい）は、1990年12月27日から1991年1月7日まで近鉄花園ラグビー場にて行われた、全国高校ラグビー選手権である。優勝は埼玉県の熊谷工業高校（初優勝）。

## 出場校
※マークはシード校
北海道
- 北北海道代表 - 北見北斗 （9年連続25回目）
- 南北海道代表 - 函館稜北 （2年連続8回目）

東北
- 青森県代表 - 青森北 （初出場）
- 岩手県代表 - 宮古 （初出場）
- 宮城県代表 - 石巻 （4年ぶり4回目）
- 秋田県代表 - 秋田工※ （2年連続50回目）
- 山形県代表 - 山形中央 （初出場）
- 福島県代表 - 勿来工 （2年ぶり4回目）

関東
- 茨城県代表 - 常総学院 （初出場）
- 栃木県代表 - 作新学院 （6年連続8回目）
- 群馬県代表 - 東農大二 （6年連続7回目）
- 埼玉県第一代表 - 熊谷工※ （2年ぶり21回目）
- 埼玉県第二代表 - 行田工 （2年連続5回目）
- 千葉県代表 - 八千代松陰 （初出場）
- 東京都第一代表 - 早大学院 （3年ぶり3回目）
- 東京都第二代表 - 本郷 （5年ぶり4回目）
- 神奈川県第一代表 - 相模台工※ （2年ぶり11回目）
- 神奈川県第二代表 - 東海大相模 （10年ぶり7回目）
- 山梨県代表 - 日川※ （13年連続22回目）

北信越
- 新潟県代表 - 新潟工 （2年ぶり20回目）
- 長野県代表 - 岡谷工 （7年連続7回目）
- 富山県代表 - 富山一 （初出場）
- 石川県代表 - 羽咋工 （2年ぶり13回目）
- 福井県代表 - 若狭東 （9年連続14回目）

東海
- 静岡県代表 - 東海大一 （4年連続5回目）
- 愛知県第一代表 - 西陵商※ （4年連続23回目）
- 愛知県第二代表 - 瀬戸西 （初出場）
- 岐阜県代表 - 関商工 （2年ぶり15回目）
- 三重県代表 - 志摩 （2年連続7回目）

近畿
- 滋賀県代表 - 八幡工 （3年連続9回目）
- 京都府代表 - 東山※ （2年ぶり3回目）
- 大阪府第一代表 - 大阪工大高※ （2年ぶり16回目）
- 大阪府第二代表 - 淀川工 （2年ぶり11回目）
- 大阪府第三代表 - 島本※ （4年ぶり3回目）
- 兵庫県代表 - 報徳学園 （3年連続21回目）
- 奈良県代表 - 天理※ （5年連続46回目）
- 和歌山県代表 - 和歌山北 （8年ぶり2回目）

中国
- 鳥取県代表 - 米子東 （2年連続2回目）
- 島根県代表 - 出雲 （4年連続6回目）
- 岡山県代表 - 津山工 （4年連続10回目）
- 広島県代表 - 広島工 （10年連続23回目）
- 山口県代表 - 大津 （9年連続11回目）

四国
- 徳島県代表 - 脇町 （4年連続15回目）
- 香川県代表 - 三豊工 （3年ぶり2回目）
- 愛媛県代表 - 新田※ （13年連続31回目）
- 高知県代表 - 安芸工 （初出場）

九州・沖縄
- 福岡県代表 - 東福岡 （3年ぶり4回目）
- 佐賀県代表 - 佐賀工 （9年連続19回目）
- 長崎県代表 - 諫早農 （5年ぶり13回目）
- 熊本県代表 - 九州学院 （初出場）
- 大分県代表 - 大分舞鶴 （5年連続29回目）
- 宮崎県代表 - 都城 （2年連続5回目）
- 鹿児島県代表 - 鹿児島工 （2年ぶり3回目）
- 沖縄県代表 - 名護 （3年ぶり2回目）

## 試合時間
※全試合30分ハーフで行う。同点で終了した場合は1.トライ数2.ゴール数3.抽選の順にて次回出場校を決める。

## 試合

### 1回戦
- 関商工 20 - 4 羽咋工
- 和歌山北 17 - 10 勿来工
- 八千代松陰 16 - 8 諫早農
- 新潟工 14 - 7 三豊工
- 都城 38 - 0 北見北斗
- 名護 6 - 4 瀬戸西
- 広島工 29 - 4 石巻
- 東福岡 16 - 7 東海大一
- 早大学院 41 - 0 米子東
- 山形中央 6 - 0 脇町
- 東農大二 17 - 0 八幡工

- 大津 13 - 9 本郷
- 若狭東 6 - 3 作新学院
- 函館稜北 60 - 0 安芸工
- 常総学院 24 - 3 報徳学園
- 九州学院 23 - 7 富山一
- 行田工 52 - 0 出雲
- 淀川工 26 - 3 宮古
- 岡谷工 40 - 4 津山工
- 東海大相模 34 - 3 鹿児島工
- 大分舞鶴 18 - 12 青森北
- 佐賀工 36 - 0 志摩

### 2回戦
- 熊谷工 21 - 4 関商工
- 八千代松陰 13 - 0 和歌山北
- 都城 30 - 0 新潟工
- 東山 29 - 7 名護
- 相模台工 13 - 3 広島工
- 島本 10 - 9 東福岡
- 早大学院 24 - 12 山形中央
- 大阪工大高 12 - 0 東農大二

- 日川 13 - 3 大津
- 函館稜北 25 - 10 若狭東
- 秋田工 30 - 4 常総学院
- 新田 31 - 3 九州学院
- 西陵商 10 - 3 行田工
- 淀川工 3 - 3 岡谷工
- 東海大相模 10 - 3 大分舞鶴
- 天理 16 - 10 佐賀工

### 3回戦
- 熊谷工 52 - 6 八千代松陰
- 東山 31 - 4 都城
- 相模台工 9 - 6 島本
- 大阪工大高 19 - 19 早大学院

- 日川 22 - 7 函館稜北
- 秋田工 13 - 6 新田
- 西陵商 20 - 0 淀川工
- 天理 20 - 0 東海大相模

### 準々決勝
- 熊谷工 12 - 6 東山
- 大阪工大高 18 - 0 相模台工

- 日川 21 - 12 秋田工
- 天理 13 - 12 西陵商

### 準決勝
- 熊谷工 16 - 10 大阪工大高
- 天理 26 - 3 日川

### 決勝
- 熊谷工（初優勝） 19 - 9 天理

## 関連試合

### 第14回高校東西対抗試合
- 大会で特に活躍した選手を選抜した上で東西に分かれて行ういわば高校ラグビー版オールスターゲームである。

東軍監督塚田朗、西軍監督小野嵩、1991年1月15日 国立競技場 試合結果東軍 23-20 西軍